# Cattedrale di San Giovanni di Moriana

Logo che identifica un monumento in Francia classificato come "monumento storico"; l'immagine simboleggia il labirinto della cattedrale di Reims.

La cattedrale di San Giovanni di Moriana (in francese cathédrale de Saint-Jean-de-Maurienne) è un'antica chiesa sita a San Giovanni di Moriana, cattedrale dell'arcidiocesi di Chambéry, San Giovanni di Moriana e Tarantasia. Dal 1906 è classificata come Monumento storico di Francia.

## Storia e descrizione

### La prima cattedrale
La costruzione di una prima chiesa è dovuta al re Gontrano, che nel VI secolo regnava su Burgundia e Provenza. Allora la Moriana faceva capo alla diocesi di Torino. Il re Gontrano, nel 579, convocò un concilio a Chalon-sur-Saône, nel corso del quale, oltre ad altre decisioni, vi fu quella di scorporare il territorio della Moriana e della val di Susa dalla diocesi di Torino e aggiungere il Briançonnais per farne una diocesi autonoma, ma suffraganea di quella di Vienne. Il papa, a causa delle proteste del vescovo di Torino, tardò a fornire il suo benestare ma, alla fine, nel 599, papa Gregorio I confermò la scelta del concilio. La chiesa cattedrale, fatta erigere da Gontrano, fu dedicata a san Giovanni Battista.
A partire dal 730 e per i due secoli successivi la zona veniva regolarmente razziata dai saraceni, che nel 943 distrussero anche la cattedrale di san Giovanni Battista.

### La seconda cattedrale

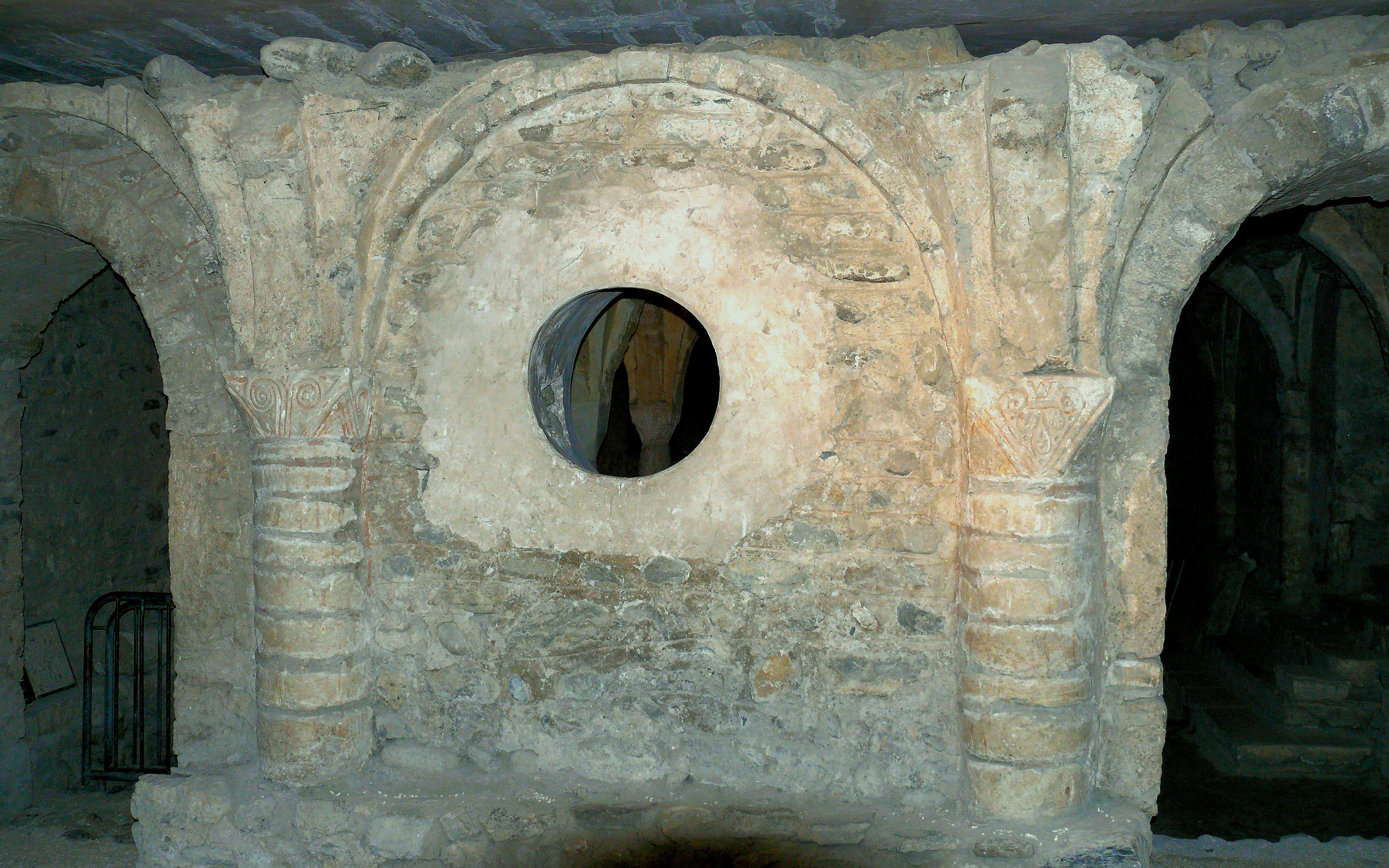
Muro separante le due parti della cripta

La ricostruzione della cattedrale all'inizio dell'XI secolo fu legata alla successione nella Borgogna nel periodo 1032-1034, dopo il decesso di Rodolfo III, detto il pio, avvenuta nel 1032. Rodolfo aveva fatto suo erede il nipote Corrado II il Salico, Imperatore del Sacro Romano Impero. I feudatari del regno di Borgogna, e con essi anche il vescovo della Moriana, sostenevano invece un altro nipote, Oddone II, figlio della sorella di Rodolfo III, Berta di Borgogna.
Grazie all'appoggio di un antico vassallo di Rodolfo III, Umberto I Biancamano, Corrado II poté riprendere il controllo della val Moriana. Per ricompensa Corrado II fece Umberto conte di Moriana e per punire il vescovo di quella diocesi, la soppresse e ne riportò il territorio sotto la diocesi di Torino. Mancando l'accordo con il papa, questi non confermò la decisione di Corrado. Prima del 14 giugno 1043 l'imperatore Enrico III il Nero e il papa giunsero ad un accordo in merito: la diocesi di Moriana fu ripristinata, ma la sua giurisdizione fu limitata alla val Moriana, mentre il Briançonnais fu annesso al territorio di competenza della diocesi di Embrun e il territorio dal lato orientale delle Alpi (Val di Susa) fu riassegnato alla diocesi di Torino. Vi sono tuttavia dei dubbi sulla soppressione della diocesi di Moriana da parte di Corrado II, poiché il vescovo compare in un documento della diocesi datato 1040, quindi la sanzione comminata da Corrado potrebbe essere stata limitata ad una riduzione dei confini della diocesi di Moriana.
La nuova cattedrale fu eretta sul medesimo luogo della precedente, sopra una cripta preesistente, i cui resti verranno rinvenuti solo nel 1958. L'inizio dei lavori risale a metà circa dell'XI secolo e la fine intorno al 1075.
La ricostruzione comprendeva la cripta e la chiesa al di sopra. Si tratta di chiesa in stile romanico. Fu realizzata seguendo la pianta di una basilica romana a tre navate con quella centrale un po' più lunga (circa 60 m) e terminante con un'abside e delle absidiole semicircolari. Il soffitto delle navate è a carpenteria. La navata laterale nord termina con la cappella di santa Tecla e quella sud con la cappella di san Pietro.

### Restauri e ristrutturazioni del XV secolo
La cappella di santa Tecla

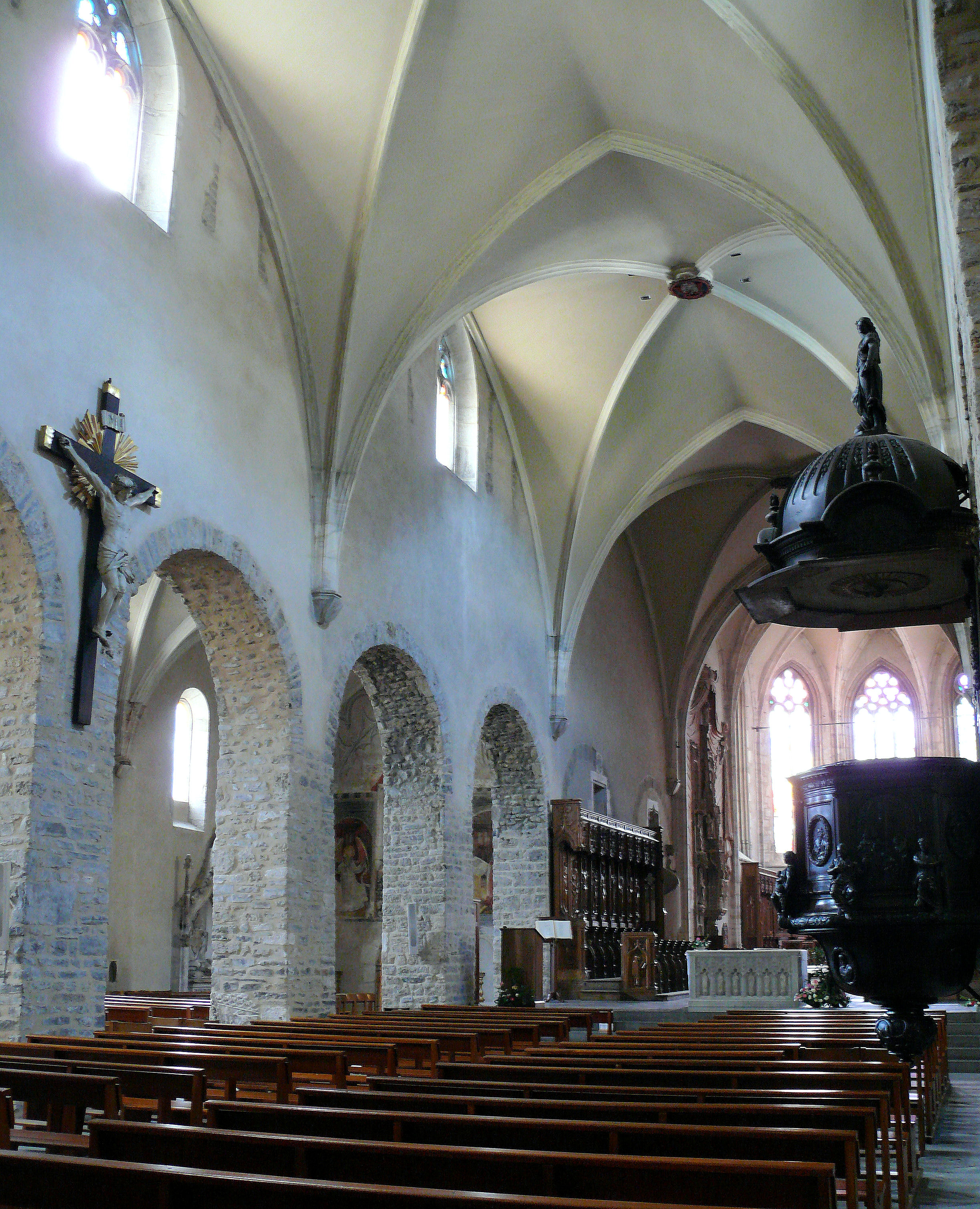
La navata centrale

Secondo il canonico Damé la cappella è stata restaurata con un costo di 500 fiorini d'oro da parte del vescovo Amedeo di Montmayeur.
La cappella corrisponde all'VIII e alla IX travata della navata nord. La costruzione rettangolare fu rifatta a due livelli dotati di volte d'ogiva. Per garantire il contenimento della spinta di queste volte, il muro di separazione fra la navata centrale e quella laterale fu inspessito di un metro e mezzo incorporando l'ultimo pilastro e rendendo cieche due arcate mentre il muro della navata laterale nord fu inspessito e rialzato aggiungendogli dei contrafforti. Furono eretti due altri muri, a est con due aperture sovrapposte e ad ovest con una porta che segnava l'ingresso alla cappella.
La cappella contiene le tombe di due vescovi: Savin de Florian (1385-1410) e Amédée de Montmayeur (1410-1422).
La sala del primo piano è quella del tesoro.
Il raschiamento dei muri, effettuato nel 1959 ha fatto apparire sul muro d'ingresso della cappella un affresco sul tema dell'Annunciazione datato al XVI secolo.
L'inondazione del Bonrieu
Durante l'inverno 1439/1440, il torrente Bonrieu, a causa delle piogge eccezionali, è esondato invadendo la città con grande violenza, trasportando grandi quantità di terriccio e di detriti, derivanti dalla sua forza distruttiva.
Il livello della piazza antistante la cattedrale e delle via tra la cattedrale e la chiesa di Notre-Dame aumentò da 1,5 a 2 m.
La cattedrale ne fu danneggiata e per controllare il Bonrieu, il cardinale di Varembron iniziò a far costruire degli sbarramenti dal 1441.
Il chiostro gotico

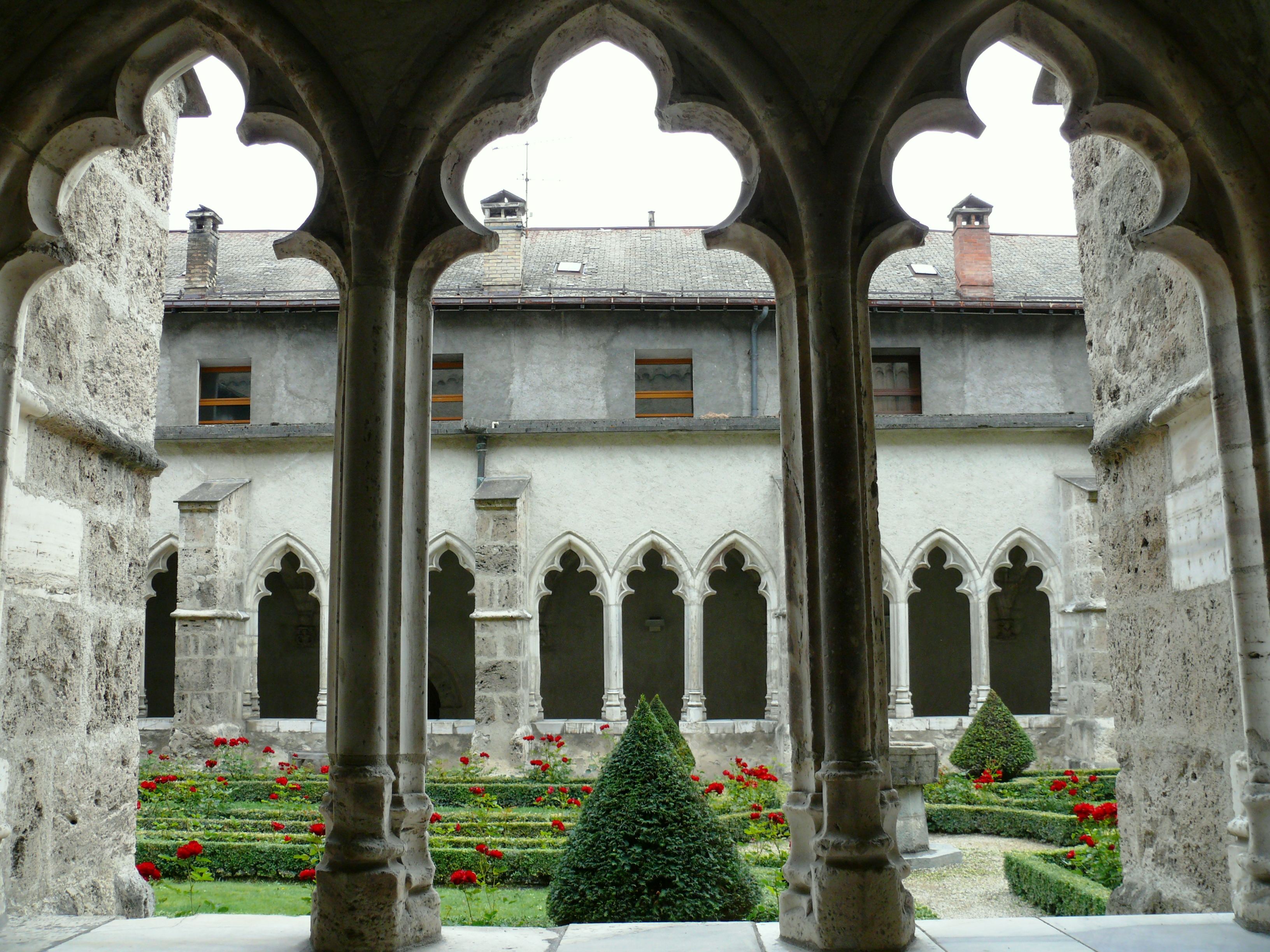
Il chiostro

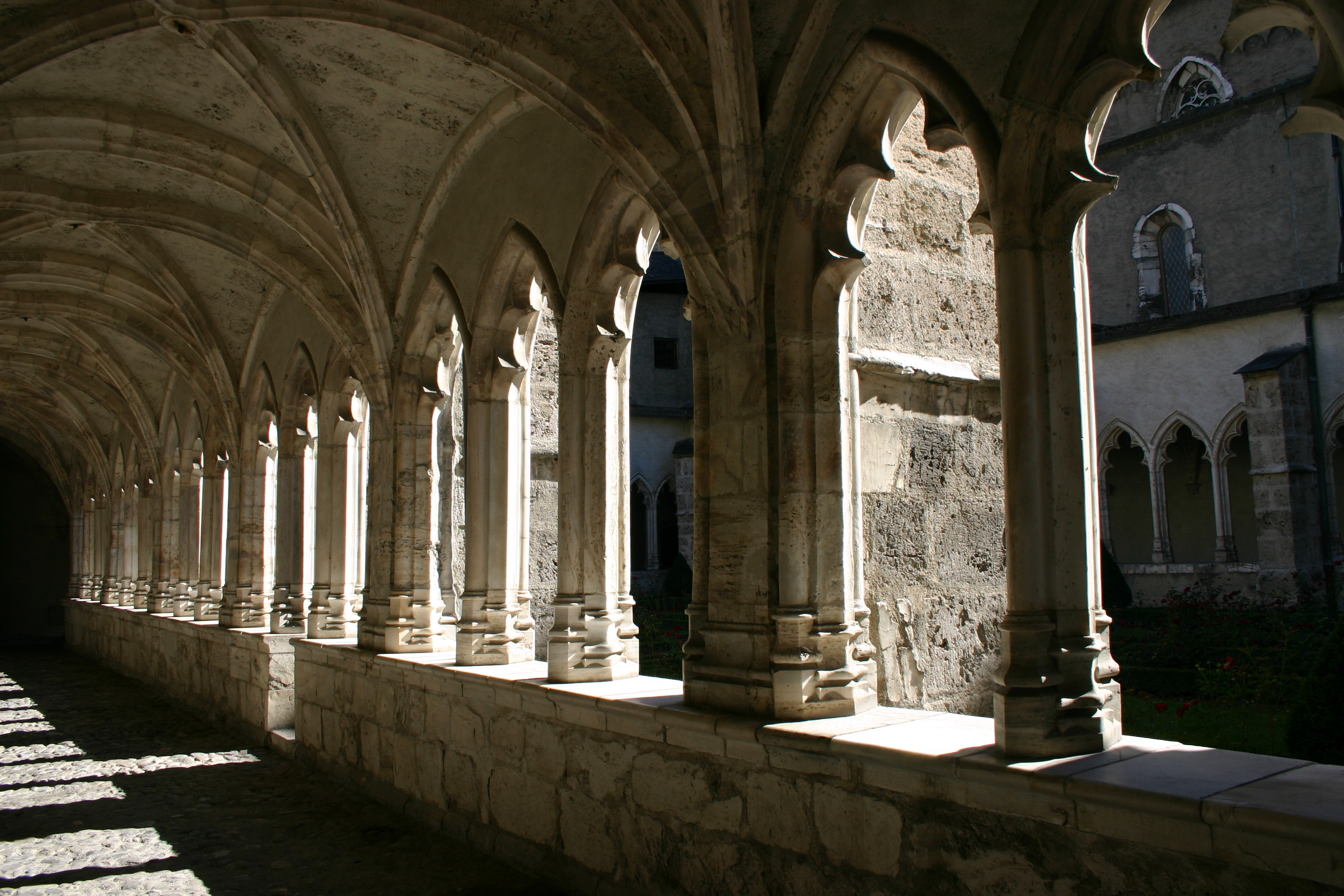
Un lato del chiostro

Nel 1450 il cardinale di Varambron decise di ricostruire il chiostro del lato nord e il refettorio dei canonici.
Le volte della cattedrale
Dopo la sua nomina a vescovo della Moriana nel 1452, il cardinale d'Estouteville iniziò a rinnovare la cattedrale dandole un'apparenza gotica con l'aggiunta di volte di questo stile. Poiché il cardinale risiedeva a Roma, i lavori furono diretti dal vicario generale della diocesi, Amédée Gavit, originario di Ginevra.
Poiché i muri non avrebbero potuto sostenere delle volte in pietra, queste furono realizzate in legno appoggiate su una base di carico in pietra. Le nove campate romaniche furono dunque trasformate in quattro campate gotiche, sensibilmente quadrate e una prima campata bislunga. Una finestra a triangolo di stile fiammeggiante fu tagliata nella parte alta dei muri nel mezzo di ciascuna campata. Le antiche aperture romaniche furono quindi tappate. I muri laterali furono sopraelevati e dotati di volte in legno ma conservando il numero originario delle campate delle navate laterali. Dopo di che la chiesa, volte comprese, venne totalmente ridipinta.
Il nuovo coro

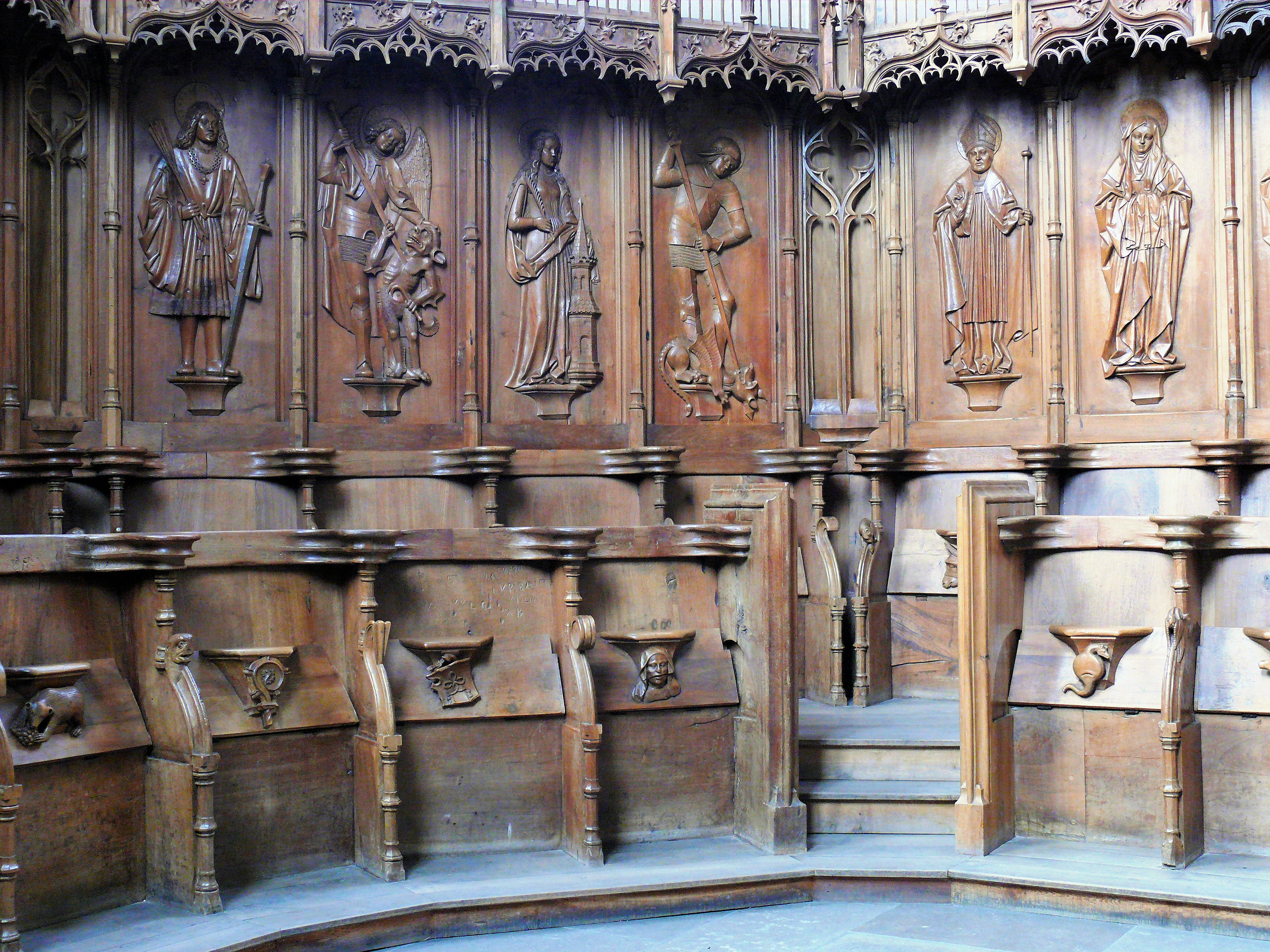
Gli stalli del coro

Il coro romanico fu modificato dal successore del cardinale d'Estouteville, Étienne Morel, già abate di Ambronay, che lo trovava troppo corto. Egli fece abbattere l'antica abside e l'antica sacrestia e fece aggiungere una campata destra al coro che fu terminata da un'abside a cinque lati. I lavori iniziarono nel 1494 e terminarono quattro anni dopo, poco prima che fossero pronti gli stalli. 
Étienne Morel fece trasformare inoltre la cappella di santa Tecla in sacrestia facendo aprire la porta che dà sul coro al posto della scala che portava al tesoro. Un'altra trasformazione dovuta alla costruzione di questo nuovo coro fu l'abbandono e il riempimento della cripta.
Cappelle

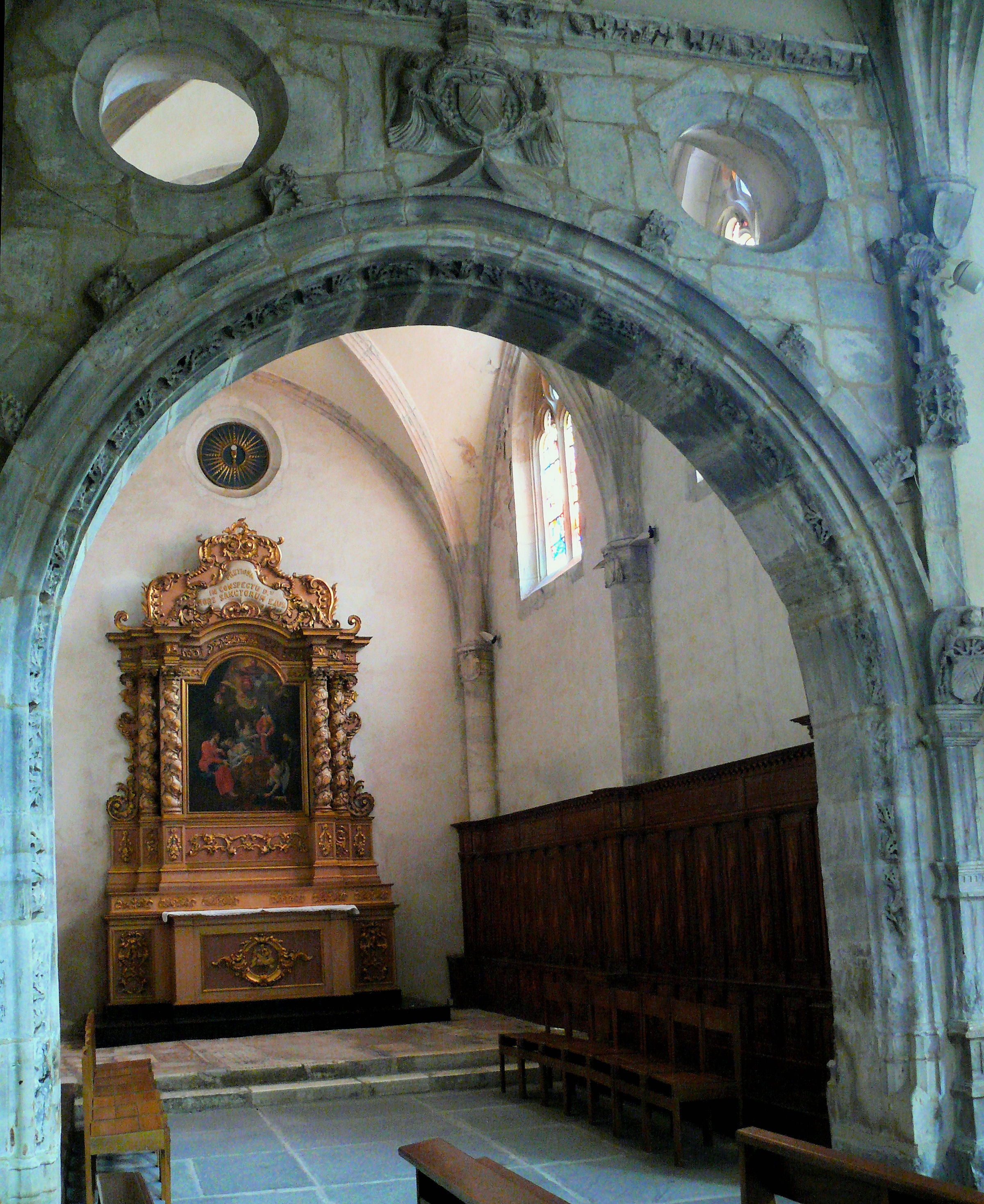
La cappella di San Giuseppe

La cappella del Gesù, chiamata oggi cappella di san Giuseppe, che si trova alla sinistra entrando nella cattedrale, fu realizzata nel 1535 per iniziativa del cardinale Louis de Gorrevod, per rimpiazzare la vecchia cappella di san Bartolomeo.
Tre cappelle furono aggiunte contro la navata laterale sud della cattedrale nel XVII secolo:
- la cappella del Fonte battesimale, la prima entrando
- la cappella Saint-Honoré, fondata dal vescovo Paul Milliet de Faverges (1640-1656)
- la cappella di Notre-Dame-des-Carmes o della Santa Vergine, donata dal canonico Damé nel 1670.

### Le costruzioni del XVIII secolo
La sacrestia
La costruzione di una nuova sacrestia al posto della vecchia cappella di San Pietro fu realizzata per volere del vescovo Francesco Giacinto Valperga di Masino (1687-1736). Fu terminata nel 1740, con la posa della boiserie.
Rivelatesi le sue dimensioni insufficienti, essa venne prolungata verso est utilizzando il muro sud dell'antica cappella del XIII secolo che fu rialzata.
Il portico

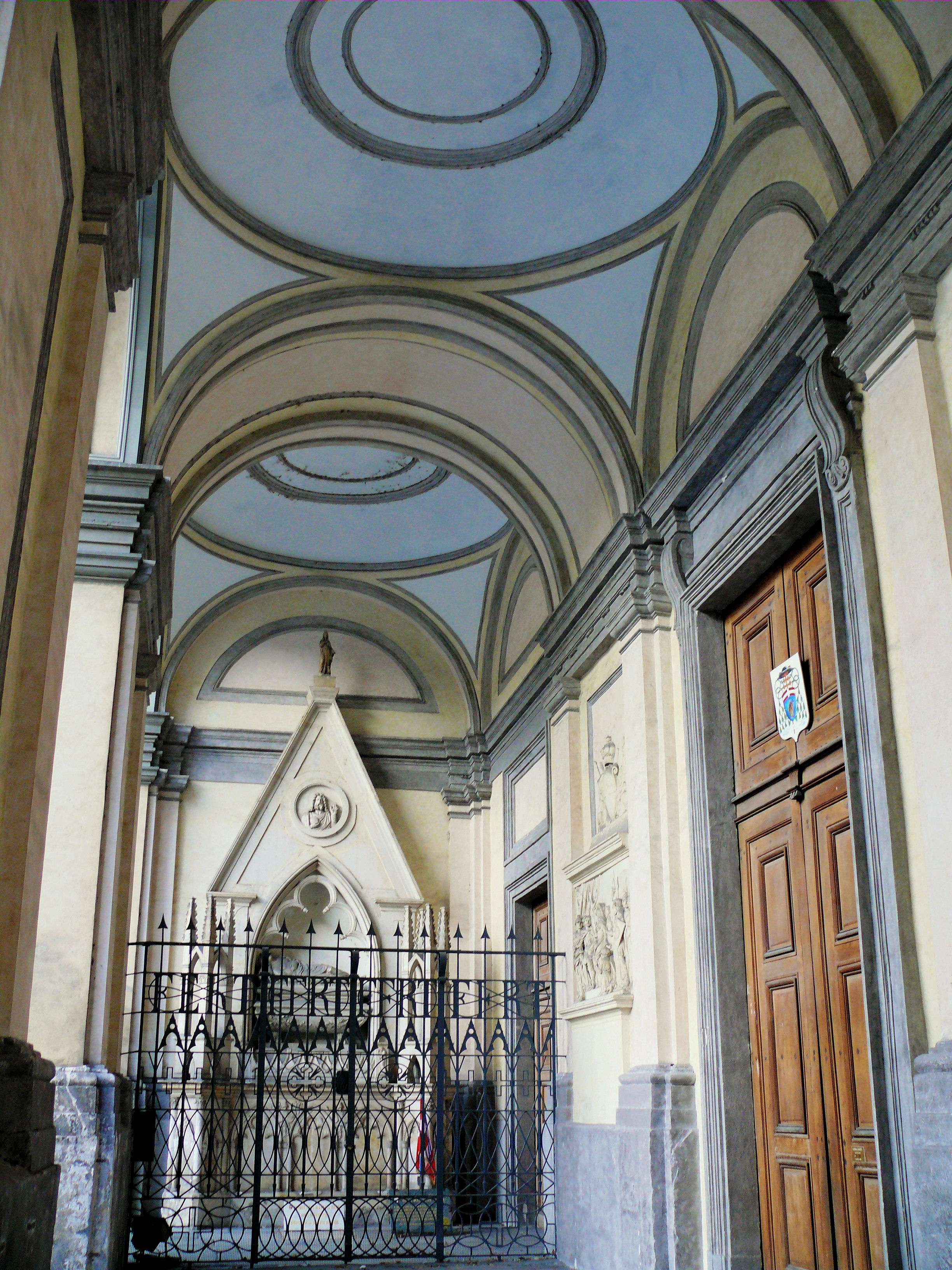
Il vestibolo del portico

Il vescovo Carlo Giuseppe Filippa della Martiniana, dopo aver chiesto la soppressione del cimitero che si trovava davanti alla cattedrale, decise di interdirlo. La municipalità finì per acquistare dei terreni ove furono trasferite, nel 1771, le tombe.
Il re Carlo Emanuele III di Savoia dispose la costruzione di un portico d'ingresso alla cattedrale per proteggere un monumento dedicato ai primi conti di casa Savoia che era stato posto contro il piedritto della porta centrale, probabilmente ricostruito dopo l'inondazione del 1440.

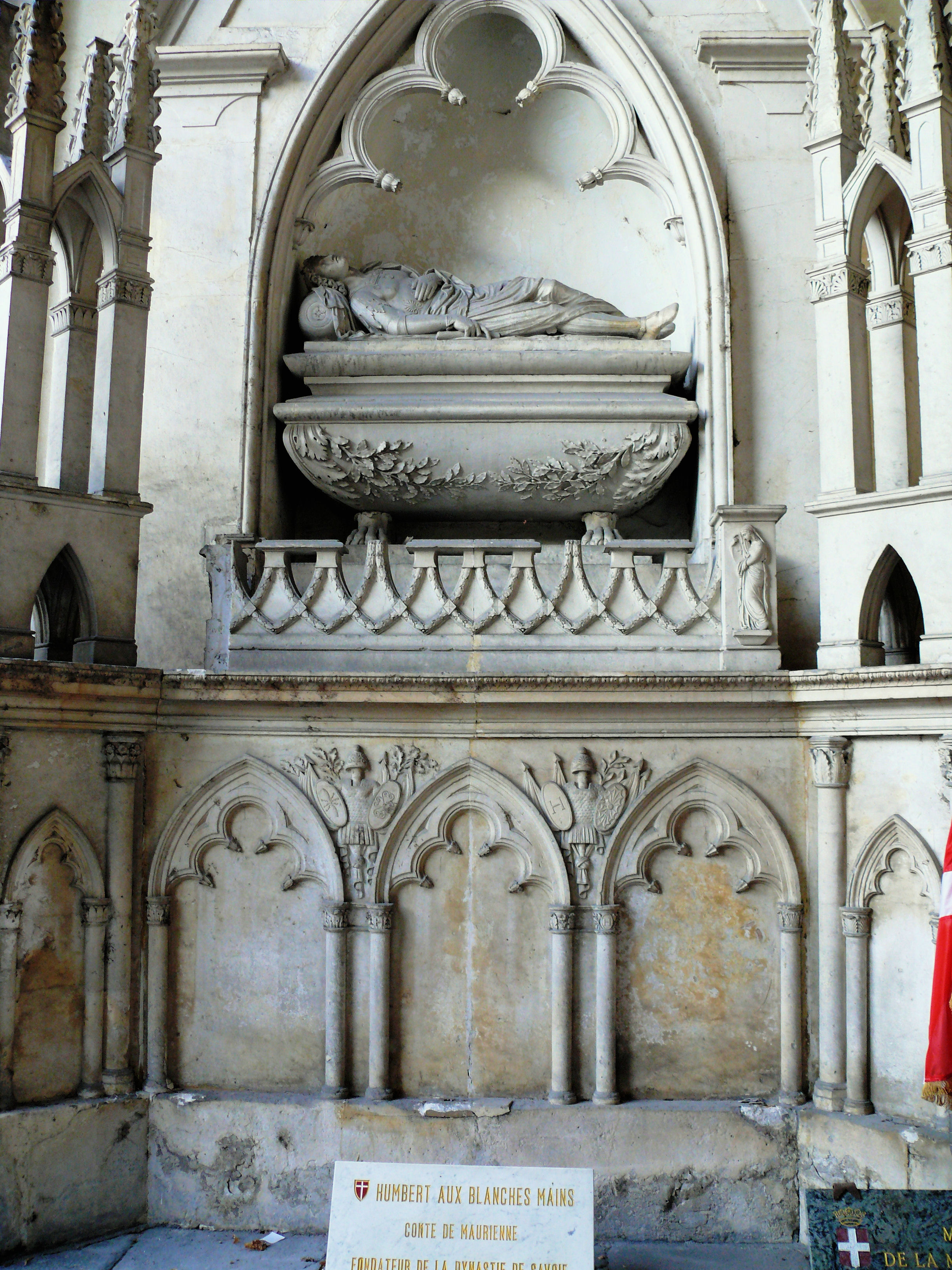
Il cenotafio di Umberto I Biancamano sotto il portico della cattedrale

Fu scavando per costruire il portico che furono rinvenute cinque tombe in un recinto murato contro la porta centrale: le tre tombe dei conti Umberto I Biancamano, Amedeo I di Savoia e Bonifacio di Savoia, figlio di Amedeo IV di Savoia, e due tombe di prelati, probabilmente il vescovo Thibaud, che sarebbe il fratello di Umberto, e il vescovo Burcardo, forse figlio di Umberto.

Si può vedere sotto il portico un bassorilievo all'antica rappresentante l'imperatore Corrado il Salico che dà a Umberto l'investitura comitale. A sinistra, contro il muro nord, si trova il cenotafio dedicato a Umberto I scolpito nel 1826 dai fratelli Cacciatori per il re Carlo Felice di Savoia.